# 1-й Кавказский армейский корпус
1-й Кавка́зский арме́йский ко́рпус — соединение Русской императорской армии, существовавшее в 1899—1918 годах. Его не следует путать с 1-м Кавказским армейским корпусом, сформированным 17 декабря 1878 года, который после ряда переименований с 1899 года стал 2-м Кавказским армейским корпусом.

## История
Существовавшие в русской армии с начала XIX века пехотные (позднее — армейские) корпуса были упразднены в 1862 — 1864 годах в ходе военно-окружной реформы (Д. А. Милютина). Однако преимущества корпусной организации в деле подготовки войск и усиления их боевой готовности привели к воссозданию армейских корпусов в 1874 — 1879 годах. Каждый корпус включал в себя управление, две или три пехотных и одну кавалерийскую дивизии с приданной им дивизионной артиллерией.
В 1876—1878 годах существовал Действующий корпус на Кавказско-Турецкой границе, участвовавший в русско-турецкой войне под командованием генерала М. Т. Лорис-Меликова.
1-й Кавказский армейский корпус был сформирован Высочайшим приказом 22 марта 1899 года путем выделения из состава прежнего Кавказского армейского корпуса 20-й и 39-й пехотных дивизий, 1-й и 2-й Кавказских казачьих дивизий, 1-го и 2-го Кубанских пластунских батальона, 20-й и 39-й артиллерийских бригад, 2-й и 5-й Кубанских казачьих батарей, 20-го и 39-го летучих артиллерийских парков. Управление корпуса было сформировано заново.

## Состав

### 1890
В Кавказском армейском корпусе:
- управление;
- одна гренадерская дивизия;
- две пехотные дивизии;
- две кавказские казачьи дивизии;
- два пеших пластунских батальона;
- две батареи Кубанского казачьего войска[3].

### 18.07.1914
- управление
- 20-я пехотная дивизия
- 39-я пехотная дивизия
- 1-я Кавказская стрелковая бригада
- Кубанская пластунская бригада
  - 1-й Кубанский пластунский Генерал-Фельдмаршала Великого Князя Михаила Николаевича батальон
  - 2-й Кубанский пластунский Её Императорского Высочества Великой Княжны Ольги Николаевны батальон
  - 3-й Кубанский пластунский Его Императорского Высочества Наследника Цесаревича батальон
  - 4-й Кубанский пластунский Его Императорского Высочества Великого Князя Георгия Михайловича батальон
  - 5-й Кубанский пластунский Его Императорского Высочества Великого Князя Бориса Владимировича батальон
  - 6-й Кубанский пластунский Его Величества батальон
- 1-я Кавказская казачья дивизия
- 1-й Кавказский мортирно-артиллерийский дивизион
- Кавказская искровая рота
- 1-й Кавказский сапёрный батальон

Боевой путь
Активно участвовал в Первой мировой войне на Кавказском фронте, в частности, в июльской операции 1915 г.

## В составе
- на 18.07.1914 — Кавказского военного округа;
- 07.01.1915 —хх.12.1917 гг. — Кавказской армии.

## Командиры
- 22.03.1899 — 27.11.1903[~ 1] — генерал-лейтенант князь Амираджибов, Михаил Кайхосрович
- 13.12.1903 — 01.01.1910 — генерал-лейтенант (с 06.12.1906 генерал от артиллерии) Яцкевич, Владимир Авксентьевич
- 01.01.1910 — 15.08.1913 — генерал от инфантерии Кондратович, Киприан Антонович
- 15.08.1913 — 17.08.1914 — генерал-лейтенант Клюев, Николай Алексеевич
- 11.12.1914 — 04.02.1915 — генерал от инфантерии Берхман, Георгий Эдуардович
- 04.02.1915 — 12.03.1917 — генерал от кавалерии Калитин, Пётр Петрович
- 12.03.1917 — хх.хх.хххх — генерал-лейтенант Ляхов, Владимир Платонович

## Начальники артиллерии
В 1910 году должность начальника артиллерии корпуса была заменена должностью инспектора артиллерии, и 31.07.1910 последний начальник артиллерии корпуса С. С. Мехмандаров был назначен инспектором артиллерии корпуса.
Должность начальника / инспектора артиллерии корпуса соответствовала чину генерал-лейтенанта. Лица, назначаемые на этот пост в чине генерал-майора, являлись исправляющими должность и утверждались в ней одновременно с производством в генерал-лейтенанты.
- 13.04.1899 — 05.03.1905 — генерал-майор (с 01.01.1901 генерал-лейтенант) князь Химшиев, Георгий Спиридонович
- 01.01.1905 — 20.04.1910 — генерал-майор (с 06.12.1906 генерал-лейтенант) Валицкий, Михаил Эмерикович
- 24.05.1910 — 31.12.1913 — генерал-лейтенант Мехмандаров, Самед-бек Садых-бек оглы
- 05.01.1914 — 23.12.1916[~ 2] — генерал-лейтенант (с 20.02.1917 генерал от артиллерии /посмертно/) Томашевский, Николай Константинович
- 23.12.1916 — после 09.04.1917 — и. д. генерал-майор Дудин, Витт Александрович

## Комментарии
1. ↑  Умер в должности. Высочайшим приказом от 13.12.1903 исключен из списков умершим.
2. ↑  Умер в должности. Высочайшим приказом от 23.12.1916 исключен из списков умершим.